# Liste der Municipios im Departamento de Antioquia
Das Departamento de Antioquia besteht aus 126 Municipios. Diese untergliedern sich in eine Kernstadt (Cabecera Municipal) und dem Umland (Resto Rural). Das Umland wiederum wird weiter unterteilt in sogenannte Polizeiinspektionen (Inspecciónes de Policía Municipal), kleinere Ämter (Corregimientos), Siedlungszentren (Centros Poblados) und Gehöfte (Caseríos). Im Folgenden verzeichnet sind die Municipios mit ihren Einwohnerzahlen aus der Volkszählung des kolumbianischen Statistikamtes DANE aus dem Jahr 2018, hochgerechnet für das Jahr 2022.
| Gemeinde                  | Einwohnerzahl 2022 |
| ------------------------- | ------------------ |
| Abejorral                 | 20.920             |
| Abriaquí                  | 2.820              |
| Alejandría                | 4.845              |
| Amagá                     | 32.259             |
| Amalfi                    | 27.921             |
| Andes                     | 45.577             |
| Angelópolis               | 6.023              |
| Angostura                 | 11.896             |
| Anorí                     | 19.704             |
| Anzá                      | 7.393              |
| Apartadó                  | 131.754            |
| Arboletes                 | 31.462             |
| Argelia                   | 7.780              |
| Armenia                   | 5.232              |
| Barbosa                   | 56.928             |
| Belmira                   | 6.307              |
| Bello                     | 569.488            |
| Betania                   | 10.605             |
| Betulia                   | 16.392             |
| Ciudad Bolívar            | 27.134             |
| Briceño                   | 8.373              |
| Buriticá                  | 9.934              |
| Cáceres                   | 31.309             |
| Caicedo                   | 8.802              |
| Caldas                    | 86.042             |
| Campamento                | 9.531              |
| Cañasgordas               | 16.037             |
| Caracolí                  | 4.673              |
| Caramanta                 | 4.793              |
| Carepa                    | 52.749             |
| Carolina                  | 4.096              |
| Caucasia                  | 98.423             |
| Chigorodó                 | 61.714             |
| Cisneros                  | 10.246             |
| Cocorná                   | 15.296             |
| Concepción                | 4.906              |
| Concordia                 | 22.364             |
| Copacabana                | 84.389             |
| Dabeiba                   | 24.242             |
| Donmatías                 | 20.328             |
| Ebéjico                   | 12.512             |
| El Bagre                  | 55.525             |
| El Carmen de Viboral      | 64.546             |
| El Peñol                  | 22.448             |
| El Santuario              | 37.747             |
| Entrerríos                | 12.096             |
| Envigado                  | 249.800            |
| Fredonia                  | 25.526             |
| Frontino                  | 21.346             |
| Giraldo                   | 5.929              |
| Girardota                 | 56.148             |
| Gómez Plata               | 10.230             |
| Granada                   | 10.069             |
| Guadalupe                 | 6.873              |
| Guarne                    | 59.985             |
| Guatapé                   | 8.981              |
| Heliconia                 | 5.563              |
| Hispania                  | 5.765              |
| Itagüí                    | 299.098            |
| Ituango                   | 28.656             |
| Jardín                    | 15.293             |
| Jericó                    | 14.133             |
| La Ceja                   | 70.470             |
| La Estrella               | 68.098             |
| La Pintada                | 8.726              |
| La Unión                  | 23.094             |
| Liborina                  | 10.405             |
| Maceo                     | 8.505              |
| Marinilla                 | 70.024             |
| Medellín                  | 2.612.958          |
| Montebello                | 6.848              |
| Murindó                   | 5.398              |
| Mutatá                    | 14.838             |
| Nariño                    | 10.257             |
| Necoclí                   | 45.503             |
| Nechí                     | 28.213             |
| Olaya                     | 3.274              |
| Peque                     | 8.543              |
| Pueblorrico               | 9.007              |
| Puerto Berrío             | 41.983             |
| Puerto Nare               | 14.890             |
| Puerto Triunfo            | 19.566             |
| Remedios                  | 30.559             |
| Retiro                    | 25.534             |
| Rionegro                  | 147.484            |
| Sabanalarga               | 9.567              |
| Sabaneta                  | 90.743             |
| Salgar                    | 18.831             |
| San Andrés                | 7.508              |
| San Carlos                | 16.304             |
| San Francisco             | 6.074              |
| San Jerónimo              | 16.520             |
| San José de la Montaña    | 3.882              |
| San Juan de Urabá         | 21.608             |
| San Luis                  | 13.532             |
| San Pedro de los Milagros | 23.603             |
| San Pedro de Urabá        | 33.150             |
| San Rafael                | 16.151             |
| San Roque                 | 22.271             |
| San Vicente               | 23.170             |
| Santa Bárbara             | 28.034             |
| Santa Rosa de Osos        | 39.058             |
| Santa Fe de Antioquia     | 27.844             |
| Santo Domingo             | 12.708             |
| Segovia                   | 40.607             |
| Sonsón                    | 37.767             |
| Sopetrán                  | 15.996             |
| Támesis                   | 16.706             |
| Tarazá                    | 28.868             |
| Tarso                     | 6.425              |
| Titiribí                  | 11.053             |
| Toledo                    | 5.200              |
| Turbo                     | 134.278            |
| Uramita                   | 7.114              |
| Urrao                     | 31.839             |
| Valdivia                  | 14.542             |
| Valparaíso                | 6.674              |
| Vegachí                   | 12.414             |
| Venecia                   | 9.717              |
| Vigía del Fuerte          | 5.610              |
| Yalí                      | 7.921              |
| Yarumal                   | 44.009             |
| Yolombó                   | 24.239             |
| Yondó                     | 20.741             |
| Zaragoza                  | 26.510             |